# Crisi fronterera entre Armènia i l'Azerbaidjan de 2021-2023

Mapa que mostra els territoris d'Armènia ocupats per l'Azerbaidjan (2023)

La crisi fronterera entre Armènia i l'Azerbaidjan es refereix a una disputa entre les forces militars d'aquests dos països. La crisi va començar el 12 de maig de 2021, quan soldats àzeris van travessar la frontera, penetrant a les províncies armènies de Siunik i Guegharkunik. Al juliol de 2021, l'Azerbaidjan no va retirar les seves tropes del territori armeni reconegut internacionalment malgrat les advertències del Parlament Europeu, els Estats Units i França, dos dels tres copresidents del Grup de Minsk d'OSCE.
La crisi es va intensificar encara més al juliol, amb enfrontaments a la frontera entre Armènia i Nakhtxivan. Els enfrontaments es van estendre després a la zona de Guegharkunik-Kalbayar, i es va informar de baixes d'ambdós bàndols.

## Antecedents
Abans de la guerra de l'Alt Karabakh de 2020, quatre districtes de l'Azerbaidjan a la frontera entre Armènia i l'Azerbaidjan van ser ocupats per forces ètniques de l'Artsakh. La qüestió de la demarcació de la frontera entre Armènia i l'Azerbaidjan va sorgir immediatament després de la derrota d'Armènia en la guerra de l'Alt Karabakh de 2020, i l'Azerbaidjan va recuperar el control sobre els seus territoris ocupats. Abans de la guerra de 2020, no hi havia una frontera física entre Armènia i els districtes ocupats pels armenis de l'Azerbaidjan, i alguns llogarets armenis s'estaven expandint cap al territori de l'Azerbaidjan, mentre que algunes fonts d'aigua i pastures estaven en terra àzeri.
A més, hi havia altres qüestions relacionades amb la frontera, ja que Armènia controla des de la dècada de 1990 diversos llogarets del districte de Qazakh a l'Azerbaidjan, inclosos tres enclavaments àzeris, i també un llogaret a l'enclavament de Karki, a la República Autònoma del Nakhtxivan, mentre que l'Azerbaidjan controla un llogaret a l'enclavament armeni d'Artsvashen.
El 13 d'abril de 2021, el president de l'Azerbaidjan, Ilham Alíev, va dir que la capital d'Armènia (Erevan), Zangezur (Siunik) i Sevan (Guegharkunik) eren "terres històriques" de l'Azerbaidjan. "Recordarem la nostra història, però no tenim reclams territorials sobre cap país, inclosa Armènia", va dir Alíev en el seu discurs en una conferència a Bakú. No obstant això, més tard a la setmana següent, en una declaració a l'abril de 2021, va dir que si Armènia no acceptava proporcionar un corredor des de Nakhtxivan a l'oest de l'Azerbaidjan a través de la província de Siunik a Armènia, llavors l'Azerbaidjan l'establiria mitjançant l'ús de la força.

## Cronologia

### Maig de 2021
Van sorgir informes sobre l'encreuament de soldats àzeris cap a territori armeni el 12 de maig, en dues zones al llarg de la frontera entre Armènia i l'Azerbaidjan; l'àrea al voltant del llac Sev, situada a l'est del llogaret d'Ishkhanasar i la muntanya Mets Ishkhanasar, i al nord de la ciutat de Goris i els llogarets de Verishen i Akner a la província de Siunik, així com prop dels llogarets de Verin Shorzha i Kut a la província de Guegharkunik. El primer ministre d'Armènia, Nikol Paixinian, va dir que els informes sobre l'avanç de l'Azerbaidjan al llac Sev eren correctes, les negociacions estaven en curs per a una retirada de l'Azerbaidjan i que les forces armènies havien detingut l'avanç sense que s'haguessin produït escaramusses. El 14 de maig, el Primer Ministre d'Armènia va fer una crida formal a l'Organització del Tractat de Seguretat Col·lectiva (OTSC), dirigida per Rússia, perquè celebrés consultes sobre la incursió àzeri a Armènia. El mateix dia, Paixinian va demanar al president rus Vladímir Putin suport militar. Els oficials militars armenis i àzeris es van reunir a la frontera juntament amb representants de l'exèrcit rus desplegats a la província de Siunik durant diverses hores de negociacions, sense que posteriorment s'anunciés cap acord resultant immediat.
El 19 de maig de 2021, el ministre de Relacions Exteriors de Rússia, Serguei Lavrov, va dir que Rússia va presentar una iniciativa per a crear una comissió conjunta entre Armènia i l'Azerbaidjan sobre demarcació i delimitació de les fronteres, en la qual Rússia podria exercir el paper de consultor o mediador. El 20 de maig de 2021, el primer ministre en funcions, Nikol Paixinian, va confirmar que Armènia i l'Azerbaidjan estaven prop d'arribar a un acord sobre la creació d'una comissió conjunta per a demarcar la frontera entre els dos països, amb Rússia actuant com a mediador i cada país designant delegats a la comissió abans del 31 de maig. En el matí del 20 de maig de 2021, un grup de militars àzeris va travessar la frontera prop del llogaret de Khoznavar a la regió de Goris, caminant 1,5 km cap a territori armeni. Van ser retornats a les seves posicions originals per les forces armènies, però després van fer un segon intent de travessar la frontera a la nit, la qual cosa va resultar en una baralla entre els militars armenis i àzeris. La Fiscalia General d'Armènia va informar que onze soldats armenis van resultar ferits i hospitalitzats, i que també va haver-hi ferits del costat àzeri. Els vídeos de l'incident es van filtrar en les xarxes socials, inicialment un vídeo de militars azerbaidjanesos atacant i colpejant a soldats armenis i, l'endemà, va aparèixer un altre vídeo que mostrava a les Forces Armades d'Armènia expulsant militars azerbaidjanesos del seu territori.
El 27 de maig de 2021, després que les tensions augmentessin encara més després de la captura de sis soldats armenis per les forces àzeris a primera hora del matí. El primer ministre armeni, Nikol Paixinian, va demanar el desplegament d'observadors internacionals al llarg de diverses parts de la frontera d'Armènia amb l'Azerbaidjan. "Si la situació no es resol, aquesta provocació podria conduir inevitablement a un enfrontament a gran escala", va dir Paixinian en una reunió d'emergència del Consell de Seguretat d'Armènia celebrada a la nit, suggerint que Armènia i l'Azerbaidjan retiressin les seves tropes de les zones frontereres i permetessin Rússia i / o els Estats Units i França, els altres dos copresidents del Grup de Minsk de l'OSCE, despleguessin els seus observadors allà. La retirada de les tropes i el llançament de la missió de vigilància havien d'anar seguides d'un procés de “determinació dels punts fronterers” supervisat per la comunitat internacional, va dir el Primer Ministre. El 28 de maig de 2021, el portaveu de la UE Peter Stano va demanar una desescalada immediata i va instar a totes dues parts a retirar les seves forces de les posicions ocupades abans del 12 de maig i entaular negociacions sobre la delimitació i demarcació de les fronteres, acollint amb satisfacció les propostes per a una possible missió d'observació internacional i expressant la seva disposició a proporcionar experiència i ajuda en la delimitació i demarcació de fronteres. La UE va continuar demanant a l'Azerbaidjan que alliberés tots els presoners de guerra i detinguts sense demora i va acollir amb satisfacció tots els esforços encaminats a reduir les tensions.

### Juliol de 2021

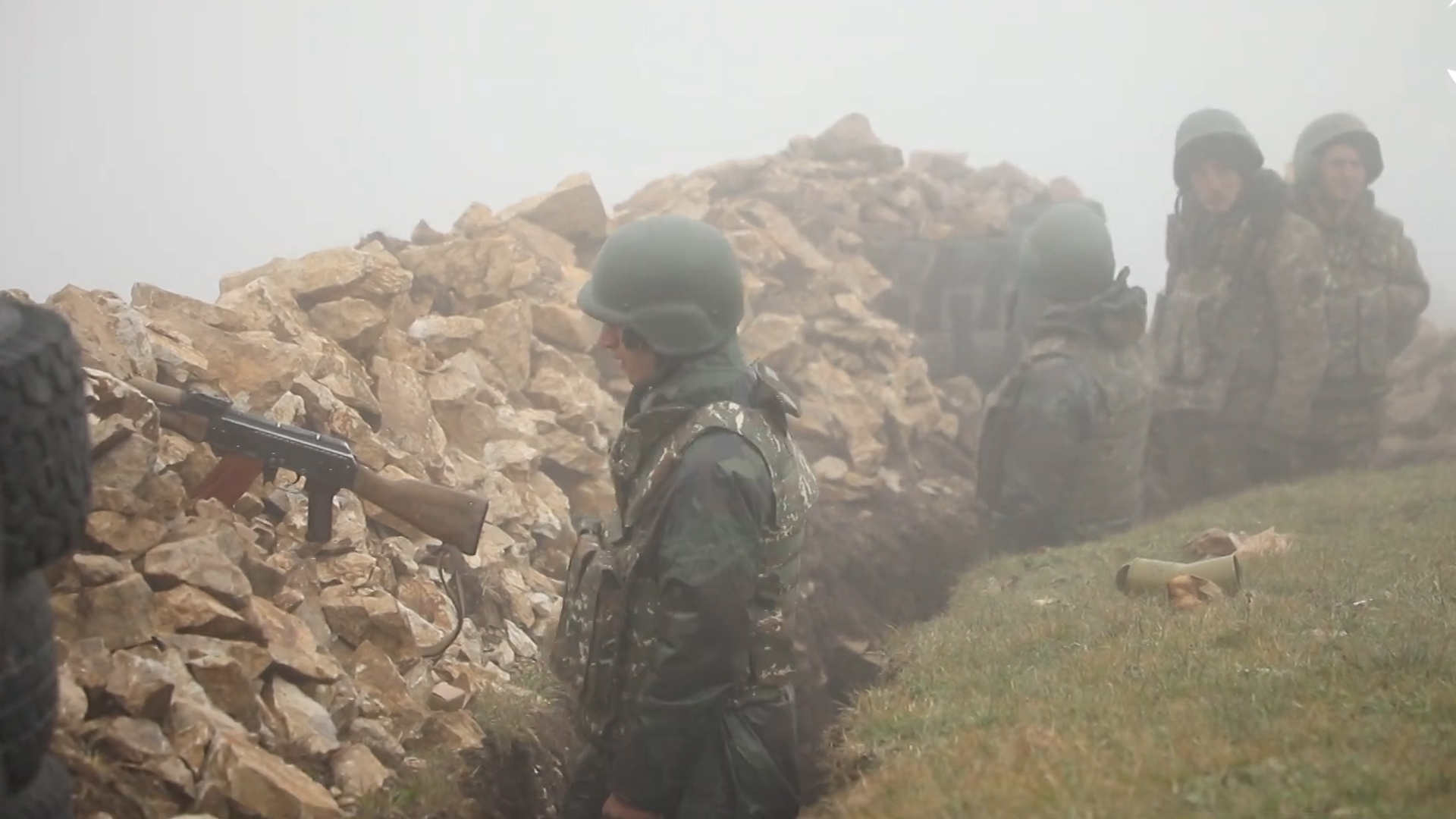
Posicions militars de les forces armènies a la província de Guegharkunik (direcció nord-est) d'Armènia, que van ser atacades per forces àzeris el 28 de juliol de 2021, segons el Ministeri de Defensa d'Armènia.

Després d'un incident ocorregut el 6 de juliol al districte d'Ağdam, les forces armènies i àzeris van tornar a enfrontar-se en les direccions dels districtes de Tovuz, Gadabay, Nakhtxivan i Xuixí de l'Azerbaidjan del 7 al 15 de juliol. El 14 de juliol, el Ministeri de Defensa d'Armènia va declarar que els enginyers àzeris van intentar avançar en les seves posicions militars prop de Yeraskh, en la secció de Nakhtxivan de la frontera entre Armènia i l'Azerbaidjan, la qual cosa va provocar enfrontaments. El ministeri va agregar que la part àzeri havia començat a bombardejar Yeraskh, utilitzant morters i llançagranades, amb un soldat armeni mort i el líder comunitari de Yeraskh ferit. El Ministeri de Defensa de l'Azerbaidjan va declarar que un soldat azerbaidjanès estacionat prop de Heydarabad va resultar ferit durant els enfrontaments, i va agregar que "la responsabilitat de la creació de tensió al llarg de la frontera estatal dels dos països recau enterament a Armènia". Més tard, el mateix dia, el Ministeri de Defensa de l'Azerbaidjan va declarar que les forces armènies havien disparat contra les posicions àzeris prop d'Istisu a Kalbajar i Ağdam a Tovuz. El 19 de juliol, la part armènia va informar de més enfrontaments prop de Yeraskh.
El 22 de juliol de 2021, el president de l'Azerbaidjan, Ilham Alíev, va dir que la província de Zangezur (Siunik) d'Armènia és "el nostre propi territori" i "mentre era a Erevan, Charles Michel va telefonar als territoris fronterers amb Armènia en disputa. Per a ser honest, no estic d'acord amb aquesta declaració. Perquè creiem que aquests són els nostres territoris. Crec que aquest és el territori de Zangezur. I Zangezur és la terra dels nostres avantpassats, i nosaltres som al nostre territori". El 23 de juliol de 2021, l'Azerbaidjan va dir que un dels seus soldats va ser assassinat per trets de franctiradors armenis al districte de Kalbajar, prop de la frontera entre Armènia i l'Azerbaidjan. Mentrestant, el Ministeri de Defensa armeni va declarar que tres militars armenis van resultar ferits quan les forces azerbaidjaneses van obrir foc contra posicions armènies situades a la secció de Guegharkunik.
El 28 de juliol de 2021, tres soldats armenis van morir en nous enfrontaments amb les forces àzeris al districte de Kalbajar i la província de Guegharkunik, i altres quatre van resultar ferits. Armènia va acusar l'Azerbaidjan d'"ocupar territori sobirà d'Armènia", ja que la part àzeri va culpar de l'incident a les forces armènies que van obrir foc primer. L'Azerbaidjan també va informar que dos soldats van resultar ferits durant l'escaramussa. El 19 de juliol, la part armènia va informar de més enfrontaments prop de Yeraskh.
El 29 de juliol, el Ministeri de Defensa de l'Azerbaidjan va declarar que les forces armènies van trencar l'alto el foc al matí utilitzant rifles automàtics i llançagranades A continuació, les autoritats armènies van declarar que la part àzeri havia violat l'alto el foc, però l'Azerbaidjan va negar haver-lo trencat. Un soldat armeni va resultar ferit en el tiroteig.

### Agost de 2021
El 13 d'agost de 2021, Armènia i l'Azerbaidjan van informar sobre bombardejos a la frontera. El Ministeri de Defensa armeni va declarar que les unitats àzeris van obrir foc amb armes de diversos calibres contra les posicions armènies en la secció de Gegarkunik, mentre que l'Azerbaidjan va afirmar que les forces armènies havien obert foc en la direcció dels districtes de Kalbajar i Gadabay.
El 16 d'agost de 2021, dos soldats armenis més van ser assassinats per les forces de l'Azerbaidjan. Vahan Tatosyan va morir per trets de franctiradors a les 09:50h a Yeraskh, mentre que Armen Hakobyan va ser assassinat a Guegharkunik a les 18:10h.

### Setembre de 2021
El 1r de setembre de 2021, les forces àzeris van matar un altre soldat armeni. Gegham Sahakyan va morir per trets de franctiradors a les 11:10 del matí a Yeraskh.

### Octubre de 2021
El 9 d'octubre de 2021, el Ministeri de Defensa d'Armènia va informar que un militar armeni, Misak Khachatryan, va resultar ferit per un tret des de la frontera amb l'Azerbaidjan a la província d'Ararat.
L'11 d'octubre de 2021, franctiradors àzeris van matar a trets un civil armeni anomenat Aram Tepnants a la ciutat de Martakert. El Ministeri de Defensa de Rússia va confirmar l'incident i va declarar que les forces de pau russes iniciarien una recerca que involucraria ambdues parts.
El 15 d'octubre de 2021, el Ministeri de Defensa de l'Azerbaidjan va informar que un soldat d'aquest país va morir a mans d'un franctirador armeni.
Els dies 15 i 16 d'octubre de 2021, els mitjans de comunicació armenis van informar que les forces àzeris van bombardejar el llogaret de Yeraskh, provocant incendis que van danyar els cultius.

### Novembre de 2021
El 8 de novembre de 2021, un civil armeni va morir i tres van resultar ferits quan les tropes àzeris van obrir foc contra els armenis que reparaven una canonada de subministrament d'aigua prop de Xuixí. El Ministeri de Defensa de Rússia va confirmar l'incident i va declarar que les forces de pau russes iniciarien una recerca que va involucraria ambdues parts. El Departament d'Estat dels Estats Units, en la seva secció d'Assumptes Europeus i Euroasiàtics, va condemnar l'assassinat d'un civil armeni en la seva pàgina de Twitter.
El 16 de novembre de 2021, es van produir enfrontaments entre l'Azerbaidjan i Armènia a les regions de Siunik-Guegharkunik/Kalbajar-Latxín. Set soldats àzeris i sis armenis van morir, mentre que 32 soldats armenis van ser capturats. Segons el comandant militar i polític armeni Samvel Babayan, l'Azerbaidjan va intentar aconseguir dos objectius: establir un corredor a Nakhtxivan i imposar un tractat de pau mitjançant el reconeixement de la integritat territorial. Els enfrontaments van acabar a les 18:30 hores (hora local) després d'un alto el foc intervingut per Rússia. El 16 de novembre, Paixinian va dir que les forces àzeris van ocupar aproximadament 41 quilòmetres quadrats d'Armènia. La xifra de 41 quilòmetres quadrats s'ha utilitzat des del maig, la qual cosa suggeriria que no es va ocupar cap nova terra en aquesta nova ronda de combats, però això contradeia l'informe del MOD armeni, segons el qual Armènia va perdre dues posicions militars el 16 de novembre.
El 22 de novembre de 2021, les forces àzeris van matar un soldat armeni prop del llogaret de Norabak, a la província de Guegharkunik.

### Desembre de 2021
El 3 de desembre, un civil de 65 anys, Seyran Sargsyan, del llogaret Xartar del districte de Martuni va ser capturat i assassinat per l'exèrcit àzeri. Les forces de manteniment de la pau russes van iniciar una recerca sobre el cas que involucrava ambdues parts.
El 4 de desembre, l'Azerbaidjan va alliberar a 10 soldats armenis capturats en els enfrontaments del 16 de novembre a canvi de mapes que detallaven la ubicació de les mines terrestres l'Altno Karaba. L l'acord es va aconseguir amb la mediació russa.
El 9 de desembre, el Ministeri de Defensa de l'Azerbaidjan va anunciar que un soldat àzeri va morir en una escaramussa amb les forces armènies a la frontera entre l'Azerbaidjan i Armènia.
El 10 de desembre, el Ministeri de Defensa d'Armènia va anunciar que un soldat armeni va morir després d'enfrontaments amb les forces de l'Azerbaidjan en l'àrea de Guegharkunik, situada a la frontera entre Armènia i l'Azerbaidjan.
El 18 de desembre, dos militars àzeris van ser capturats per les forces armènies prop de Latxín, els soldats van ser posteriorment alliberats.

### Gener de 2022
L'11 de gener, un soldat àzeri i tres soldats armenis van morir en un tiroteig en l'àrea de Verin Shorzha de la província de Guegharkunik d'Armènia.

### Març de 2022
El 24 de març, segons el govern d'Artsakh, els soldats àzeris van travessar la línia de contacte de l'Alt Karabakh i van prendre el control del llogaret de Farukh, mentre que les dones i els nens van ser evacuats del poble pròxim de Khramort. Es va informar que les forces de pau russes estaven negociant amb l'Azerbaidjan.

### Abril de 2022
El 6 d'abril, el primer ministre Nikol Paixinian i el president Ilham Alíev es van reunir a Brussel·les per a mantenir converses de pau amb la mediació del president del Consell Europeu, Charles Michel.
En la nit del 6 d'abril, segons el govern de l'Azerbaidjan, les forces armènies van bombardejar posicions militars àzeris desplegades a la frontera nord-oriental de la República d'Armènia. El Ministeri de Defensa d'Armènia va refutar l'afirmació.
El 15 d'abril, les forces àzeris van travessar la línia de contacte prop del poble de Seysulan. Més tard aquell dia, segons els informes, van acordar retirar-se.

### Agost de 2022
Els enfrontaments van esclatar novament a finals del juliol i principis de l'agost de 2022. El 1r d'agost, les milícies a l'Alt Karabakh van informar que l'Azerbaidjan va intentar violar la frontera nord i va ferir a un soldat. l'Azerbaidjan va negar aquestes afirmacions i el Ministeri de Defensa de Rússia no va informar de violacions de l'alto el foc aquell dia. Durant els següents dos dies, els enfrontaments van esclatar novament matant un soldat àzeri, dos de l'Exèrcit de Defensa de l'Artsakh i ferint altres 14. La comunitat internacional va reaccionar ràpidament, Rússia va acusar Bakú de trencar el fràgil alto el foc i la Unió Europea va instar a un "cessament immediat de les hostilitats". Segons el Ministeri de Defensa de l'Azerbaidjan, els soldats de l'Artsakh van atacar els llocs de l'exèrcit de l'Azerbaidjan en l'àrea de Latxín i van matar un recluta àzeri, així com l'exèrcit de l'Azerbaidjan va declarar que va dur a terme una operació anomenada "Venjança" en resposta, prenent el control de diversos punts estratègics a l'Alt Karabakh. L'Exèrcit de Defensa de l'Artsakh va acusar l'Azerbaidjan de violar un alto el foc i va declarar una "mobilització parcial". Després de l'esclat, Armènia va instar a la comunitat internacional a ajudar a posar fi a les "accions agressives" de l'Azerbaidjan.

### Setembre de 2022
El matí del 13 de setembre de 2022, van esclatar enfrontaments a gran escala entre tropes àzeris i armènies. El Ministeri de Defensa de l'Azerbaidjan va declarar que les forces armènies havien realitzat "actes subversius a gran escala" i disparat contra posicions àzeris prop dels districtes fronterers de Dashkasan, Kalbajar i Latxín. El Ministeri de Defensa d'Armènia va declarar que les forces azerbaidjaneses havien atacat posicions armènies prop de les ciutats de Vardenis, Goris, Sotk i Djermuk amb artilleria i armes pesades. Almenys 105 soldats armenis i 71 militars azerbaidjanesos van morir.
El 14 de setembre de 2022, el Ministeri de Defensa d'Armènia va declarar que l'Azerbaidjan va utilitzar artilleria, morters, drons d'atac i armes petites en atacs al llarg de la frontera entre Armènia i l'Azerbaidjan. El mateix dia, el Ministeri de Defensa de l'Azerbaidjan va informar que unitats de l'Exèrcit de l'Azerbaidjan havien estat atacades per armenis als districtes de Kalbajar i Latxín. El 15 de setembre de 2022, a les 00:20 hores, el secretari del Consell de Seguretat d'Armènia, Armin Grigoryan, va anunciar que s'havia arribat a un acord d'alto el foc entre Armènia i l'Azerbaidjan. La part àzeri no va fer cap declaració sobre un alto el foc.

### Octubre de 2022
El 6 d'octubre de 2022, el primer ministre d'Armènia, Nikol Paixinian, i el president de l'Azerbaidjan, Ilham Alíev, es van reunir en el cim de la Comunitat Política Europea a Praga en un intent per resoldre el prolongat conflicte de l'Alt Karabakh i la recent crisi fronterera entre els seus respectius països. Després de la reunió, es va afirmar que les dues parts van acordar el desplegament d'una missió dirigida per la Unió Europea, que es desplegaria al costat armeni de la seva frontera compartida per un període de dos mesos, a partir de l'octubre de 2022. L'objectiu declarat de la missió era "generar confiança i, a través dels seus informes, contribuir al treball de les comissions frontereres" cap a una delimitació definitiva de la frontera entre les dues parts.

### Abril de 2023
El 23 d'abril de 2023, l'Azerbaidjan va establir un lloc de control a la frontera amb Armènia a la carretera de Latxín.

## Acord de pau
El 8 d'agost de 2025, el primer ministre d'Armènia, Nikol Pashinyan i el president de l'Azerbaidjan, Ilham Aliyev van signar a la Casa Blanca un preacord de pau auspiciat pel president dels Estats Units d'Amèrica, Donald Trump per posar final a la crisi fronterera, reobrint-se el corredor que uneix l'Azerbaidjan amb l'enclavament de Nakhtxivan, que s'anomenarà Ruta Trump per a la Pau i la Prosperitat Internacional.